# Lignopurchawka gruszkowata

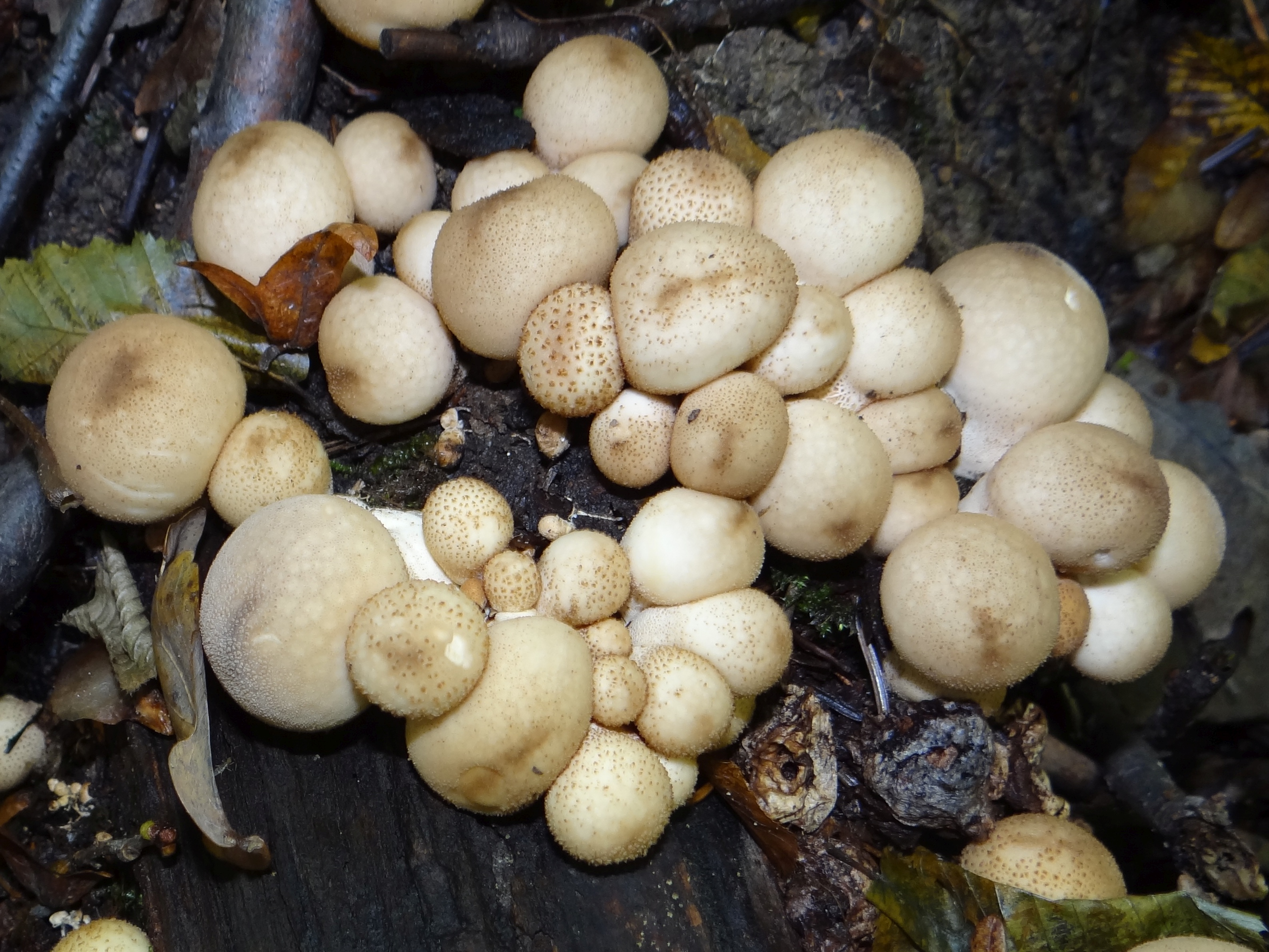

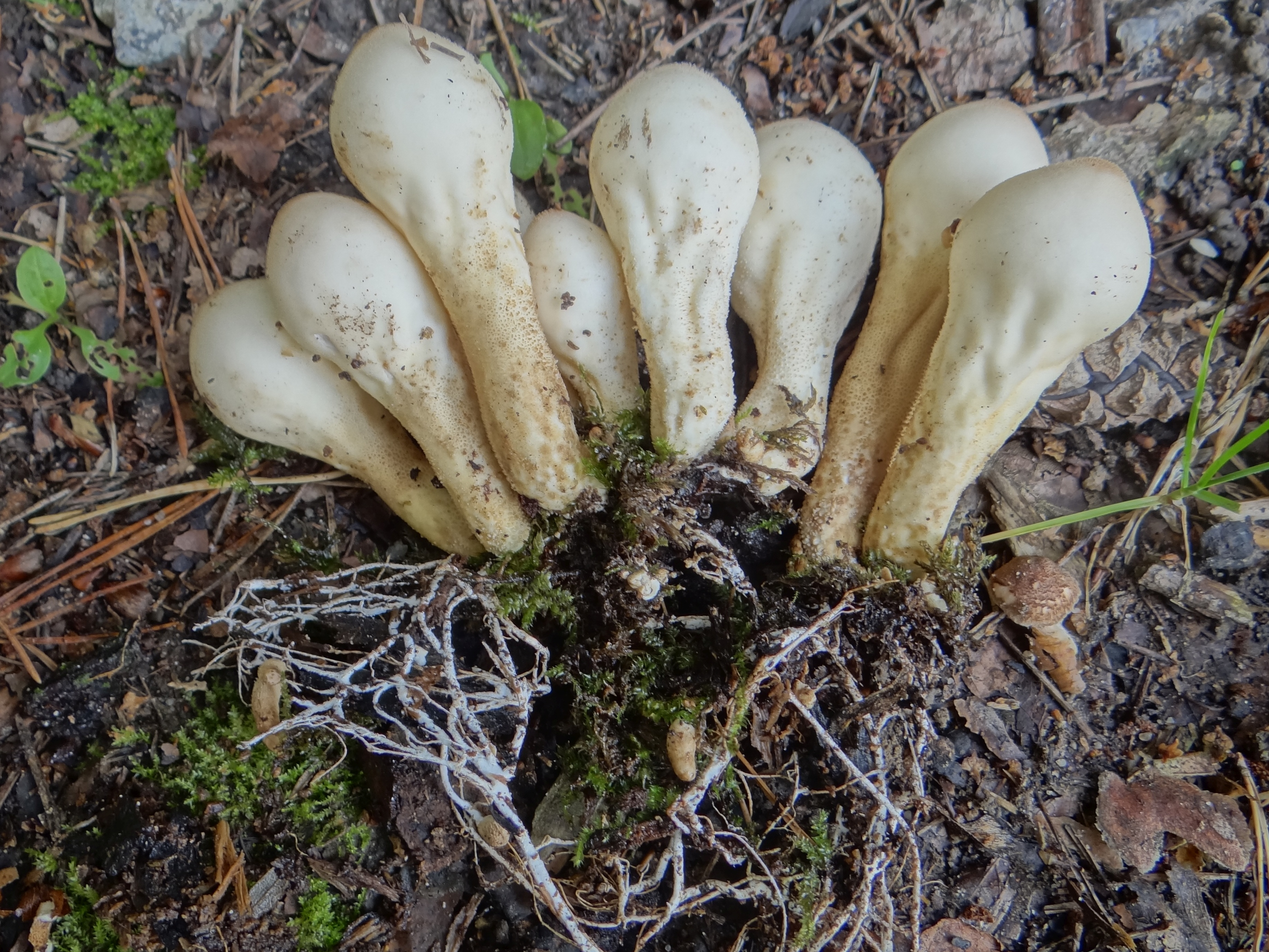
Widoczne ryzomorfy

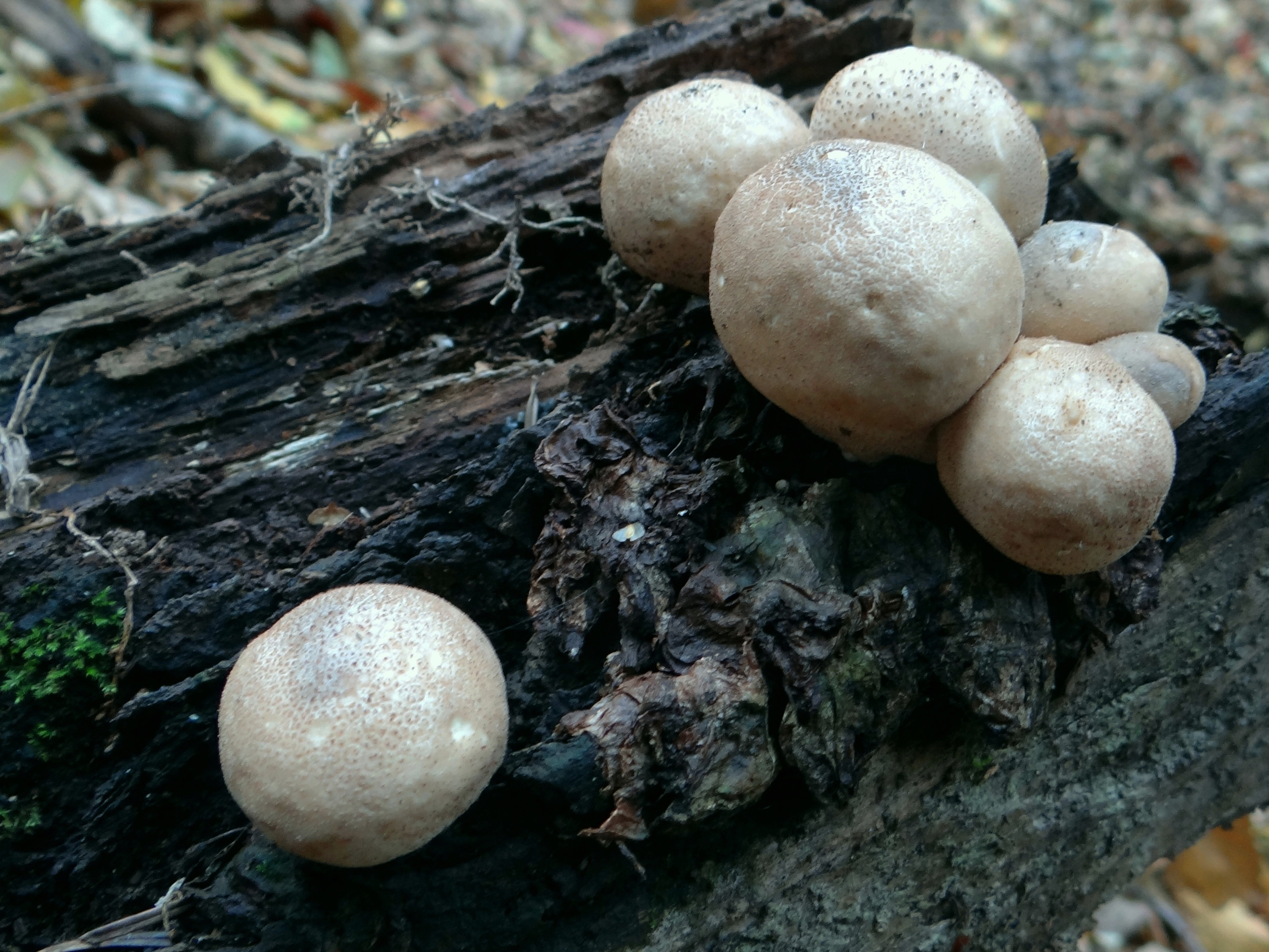
Typowe miejsce występowania – próchniejące drewno

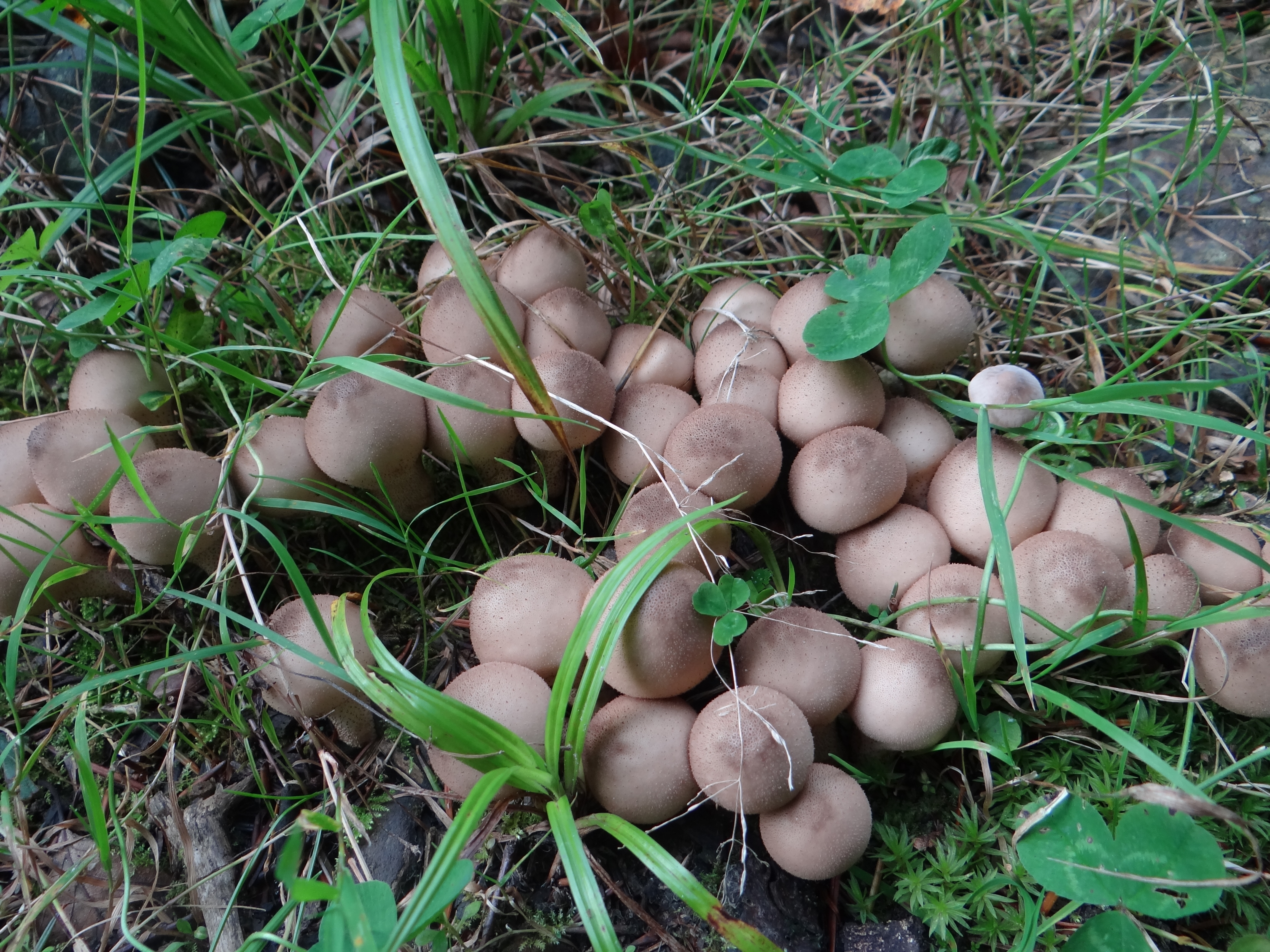
Rośnie również na drewnie zagrzebanym w ziemi

Lignopurchawka gruszkowata, purchawka gruszkowata (Apioperdon pyriforme (Schaeff.) Vizzini) – gatunek grzybów z rodziny purchawkowatych (Lycoperdaceae).

## Systematyka i nazewnictwo
Pozycja w klasyfikacji według Index Fungorum: Apioperdon, Lycoperdaceae, Agaricales, Agaricomycetidae, Agaricomycetes, Agaricomycotina, Basidiomycota, Fungi.
Po raz pierwszy poprawnie zdiagnozował i opisał go jako Lycoperdon pyriforme Jacob Christian Schäffer w 1774 roku. Obecną, uznaną przez Index Fungorum nazwę nadał w 2017 roku Alfredo Vizzini, przenosząc go do rodzaju Apioperdon. Jest to takson monotypowy, jedyny gatunek należący do rodzaju Apioperdon (Schaeff.) Vizzini 2017.
Synonimy:

- Lycoperdon pyriforme Schaeff. 1774
- Utraria pyriformis (Schaeff.) Quél. 1873
- Morganella pyriformis (Schaeff.) Kreisel & D. Krüger 2003
- Lycoperdon pyriforme ß tessellatum Pers. 1801
- Lycoperdon serotinum Bonord. 1857
- Lycoperdon pyriforme var. serotinum (Bonord.) Hollós 1904
- Lycoperdon pyriforme var. intumescens J. Kickx f. 1867
- Lycoperdon pyriforme var. icterinum Kalchbr. 1878
- Lycoperdon pyriforme var. globulosum P. Karst. 1889
- Lycoperdon pyriforme var. usambarense Eichelb 1906
- Lycoperdon pyriforme var. flavum Lloyd 1915
- Lycoperdon pyriforme var. echinosporum' Naveau 1923
- Lycoperdon pyriforme subsp. globosum Sosin 1952
- Lycoperdon pyriforme var. globosum (Sosin) F. Šmarda 1958

Józef Jundziłł w 1830 r. nadał mu polską nazwę purchawka gruszkowata. Po przeniesieniu do rodzaju Apioperdon stała się niespójna z nową nazwą naukową. Komisja ds. Polskiego Nazewnictwa Grzybów Polskiego Towarzystwa Mykologicznego zarekomendowała używanie nazwy lignopurchawka gruszkowata w 2025 r.

## Morfologia
Owocnik
Wysokości 2–7 cm, średnica do 3 cm, kształt gruszkowaty lub maczugowaty. Powierzchnia szorstka, omączona, bardzo drobno brodawkowana. Na szczycie znajdują się drobne i długo utrzymujące się niskie kolce. Barwa od białoochrowej przez szaroorzechową do szaroochrowej, górna część owocnika zazwyczaj brązowawa. Endoperydium szorstkie, jak gdyby omączone, kruche, z bardzo drobnymi brodawkami. Ma barwę od białokremowej do jasnobrązowej, u młodych owocników z odcieniem miedzi, u starych staje się matowe, papierowate. Tylko bardzo młode owocniki są białe, szybko zmieniają kolor na ciemniejszy. Na szczycie posiada wzgórek, na którym u dojrzałych owocników powstaje nieduży otwór, przez który wydostają się zarodniki. Początkowo otwór ten jest okrągły, później ma coraz bardziej poszarpane brzegi. U podstawy owocnika występują białawe, dość grube ryzomorfy wnikające w podłoże.
Miąższ
Podzielony na glebę i podglebie. Podglebie jest drobnokomorowate, u młodych owocników białe, u starszych szarobrązowe. Gleba jest podobnej barwy, u starszych owocników staje się oliwkowobrązowa i stopniowo przechodzi w dobrze widoczną, wydłużoną kolumellę.
Zarodniki
Kuliste, gładkie, żółto-brązowe, o średnicy 3–4 µm, często z krótką sterygmą. W środku posiadają błyszcząca kroplę. Włośnia jest elastyczna, pozbawiona jamek i sept, dość grubościenna i rozgałęziona. Ma średnicę do 1 µm.
Gatunki podobne
Ze względu na nietypowe dla purchawek podłoże, gatunek ten trudno jest pomylić z innymi purchawkami. Charakterystyczne jest również to, że tylko w bardzo wczesnych stadiach rozwoju owocniki są białe, charakterystyczne są także grube, białawe i przypominające korzenie sznury grzybni.
Gatunki podobne
- purchawka chropowata (Lycoperdon perlatum), ale rośnie na ziemi i jest pokryta kolcami[6].
- purchawka brunatna (Lycoperdon umbrinum) również bardzo wcześnie zmienia kolor i ma białawe sznury grzybni (ale cienkie). Nie rośnie jednak na drewnie, lecz na ziemi i ma inną powierzchnię[5]

## Występowanie i siedlisko
Z wyjątkiem Antarktydy i Afryki występuje pospolicie na wszystkich kontynentach, również na wielu wyspach. Również w Polsce jest pospolita.
Naziemny grzyb saprotroficzny. Rośnie na obumarłym drewnie zarówno iglastym, jak i liściastym, na leżących pniach i pniakach, niekiedy pozornie na ziemi, w rzeczywistości na zagrzebanym drewnie. Zazwyczaj rośnie w dużych, gęstych grupach. Owocniki wytwarza od czerwca do października.

## Znaczenie
Jest grzybem jadalnym, dopóki owocniki są młode i białe wewnątrz.